# Blarinella quadraticauda
Blarinella quadraticauda — вид ссавців родини Мідицеві (Soricidae). Цей вид є ендеміком Китаю, поширений в провінції Сичуань. Він займає висоти 1500-3000 м над рівнем моря. Населяє різні біотопи від хвойних лісів до альпійських лук. Розміри тіла — близько 7 см, а хвоста — близько 3,5 см. Хутро коричнево-сірого кольору. Вуха і очі майже незамітні. Справжня риюча тварина з дуже розвинутими копательними кігтями на передніх лапах. Вона прокладає ходи у верхньому, гумусовому шарі і під листовим опадом, де удосталь водяться дощові черв'яки і комахи.